# Kelurahan Kradenan (administrativ by i Indonesien, lat -7,61, long 109,38)
Kelurahan Kradenan är en administrativ by i Indonesien.   Den ligger i provinsen Jawa Tengah, i den västra delen av landet, 300 km sydost om huvudstaden Jakarta.